# Eparchie Belthangady
De eparchie Belthangady (Latijn: Dioecesis Belthangadiensis) is een Syro-Malabar-katholieke eparchie met als zetel Beltangadi, in India. De eparchie is suffragaan aan de aartseparchie Tellicherry. 

## Geschiedenis
De eparchie werd opgericht op 24 april 1999, uit delen van de aartseparchie Tellicherry.

## Parochies
De eparchie had in 2020 een oppervlakte van 12.543 km2 en telde 3.771.580 inwoners waarvan 0,6% rooms-katholiek was.

## Bisschoppen
- Lawrence Mukkuzhy (24 april 1999 - heden)

Tellicherry (aartseparchie) · Belthangady · Bhadravathi · Mananthavady · Mandya · Thamarasserry